# Jan Máchal
Jan Máchal (9. února 1864, Třebíč – 15. října 1924, Třebíč) byl český pedagog, činovník Sokola.

## Život
Jan Máchal nabyl vzdělání na třebíčském gymnáziu. Jako středoškolský profesor se stal po převratu 29. října 1918 předsedou národního výboru pro politický okres třebíčský. Později působil jako školský inspektor tělesné výchovy.
Členem Sokola se stal roku 1883, kdy se Sokol v Třebíči ustavil na třetí pokus (tělocvičné sdružení 1863, tělocvičný spolek sokolský 1873). Jan Máchal náležel k hlavním organizátorům sokolského života Třebíče i celého Třebíčska: stál u zrodu sokolských jednot v Moravských Budějovicích a Velkém Meziříčí (1889), v Jaroměřicích nad Rokytnou, Jemnici, Jihlavě, Dačicích, Náměšti nad Oslavou (1892) a jinde. Jako první místonáčelník se podílel na organizaci celostátního sokolského hnutí. Svou pedagogickou dráhu dovršil jako docent tělesné výchovy na Masarykově univerzitě. Skonal náhle na mozkovou mrtvici. Jeho pohřeb se stal slavnou smuteční slavností nejen Třebíče a jihozápadní Moravy, ale i smuteční slavností celého sokolstva.
Po Janu Máchalovi nesou jméno ulice některých měst (Brno, Třebíč) a brněnská župa Jana Máchala (od roku 1925). Jeho synem byl akad. mal. Svatopluk Máchal.